# Rangeomorpha
Die Rangeomorpha sind eine Gruppe von Lebewesen aus dem Ediacarium, der obersten Periode des Proterozoikum. Mit einem Alter von 575 bis 560 Millionen Jahren gehören sie zu den ältesten Vertretern der Ediacara-Fauna. Fossilien der Gruppe sind vor allem von Mistaken Point auf der Halbinsel Avalon auf der kanadischen Insel Neufundland bekannt, jedoch auch von anderen Stellen auf der Erde. Zu den bekanntesten Gattungen gehören die buschartig wachsende Bradgatia aus England, die weltweit verbreitete, einem Farnblatt ähnelnde Charnia und Charniodiscus, die gelappte Ivesia und Rangea.

## Merkmale
Die Rangeomorpha waren sessile Lebewesen, die Größen im unteren Dezimeterbereich erreichen konnten, in den meisten Fällen Farnblättern oder dreidimensionalen Büschen ähnelten und meist mit einer Haftscheibe auf dem Meeresgrund befestigt waren. Die größte Form, Charnia konnte eine Höhe von einem Meter erreichen. Der Wuchs der Rangeomorpha ist fraktalartig, d. h. die von einer Mittelachse verzweigen Seitenäste wiesen eine bemerkenswert Selbstähnlichkeit bzw. hohe Skaleninvarianz zur Mittelachse auf, ebenso die Seitenäste zu ihren Seitenzweigen. Kevin J. Peterson und Kollegen vermutet, dass die Rangeomorpha ähnlich wie Pilzmyzel Nahrung über ihre gesamte Oberfläche aufnahmen. Wahrscheinlich waren sie zur vegetativen Vermehrung fähig. Fadenförmige, typischerweise 100 bis 1.000 Mikrometer dicke und zwei bis 40 Zentimeter lange Ausläufer, die die einzelnen „Büsche“ miteinander verbanden, könnten der Reproduktion oder dem Austausch von Nährstoffen gedient haben.
Es gab spindelförmige Rangeomorpha, die auf dem Meeresgrund auflagen, und busch-, federbusch-, kamm- und wedelförmige, die sich mit einer Haftscheibe festhielten. Sie dominierten die Ökosysteme des frühen Ediacarium, als es wahrscheinlich noch keine bzw. kaum mobile oder grabende größere Lebewesen gab. In jüngeren Schichten des Ediacarium traten sie nur noch selten auf, vielleicht als Ergebnis eines Wettbewerbs mit beweglichen Tieren wie Kimberella oder Yorgia, und fehlen z. B. im Burgess-Schiefer schon völlig.
Die Rangeomorpha bilden wahrscheinlich eine monophyletische Gruppe, d. h. eine Abstammungsgemeinschaft, die einen gemeinsamen Vorfahren und alle seine Nachfahren enthält. Sie sind wahrscheinlich mit keiner modernen Lebewesengruppe näher verwandt und repräsentieren eine untergegangene Form vielzelligen Lebens. Nach Kevin J. Peterson und Kollegen könnten sie jedoch Stammgruppenvertreter der Pilze (Fungi) sein oder zumindest den Pilzen näher stehen als den vielzelligen Tieren (Metazoa).

## Belege
1. ↑  Liu and Dunn: Filamentous Connections between Ediacaran Fronds. Current Biology (2020), doi: 10.1016/j.cub.2020.01.052